# Dôme de Paris - Palais des Sports
Ne doit pas être confondu avec palais omnisports de Paris-Bercy.
Pour les articles homonymes, voir Palais des sports.
Le Dôme de Paris - Palais des Sports est une salle de spectacles de grandes dimensions située place de la Porte-de-Versailles dans le 15e arrondissement de Paris.
Elle peut accueillir jusqu'à 5 100 spectateurs.

## Historique
Les Parisiens découvrent, en 1960, le Palais des Sports de la porte de Versailles conçu par l'architecte Pierre Dufau sur un procédé inventé par Buckminster Fuller (Dôme géodésique). Les architectes et ingénieurs sont parvenus à réaliser le plus grand dôme autoportant en alliage léger au monde à cette époque,. Véritable prouesse technique : la structure Eiffel, composée de 1 100 panneaux d'aluminium d'un poids de 200 tonnes, constitue la coupole inscrite à la liste des monuments historiques[réf. nécessaire]. 
Cette salle parisienne est appréciée pour son acoustique, par sa géométrie et sa capacité d'accueil qui font que, quel que soit l'emplacement du spectateur, la proximité de la scène lui permet de pleinement profiter du spectacle.
À cette époque, c'est la seule salle de la capitale pouvant accueillir jusqu'à 5 000 spectateurs. Dès sa première saison, le Palais des Sports accueille les plus grands spectacles comme Le Bourgeois gentilhomme (Comédie-Française) avec Louis Seigner, le Cirque de Moscou, le Kirov, La Belle au bois dormant avec Rudolf Noureev (qui grâce à Janine Ringuet restera en France et se produira plusieurs fois au Palais des Sports), les Harlem Globetrotters, Holiday on Ice et bien sûr les combats de boxe anglaise qui en feront en quelques mois l'un des principaux pôles d'attraction de la boxe mondiale avec les fameux « lundis de la boxe » (Lino Ventura, dans Les Tontons flingueurs, donne d'ailleurs rendez-vous à Bernard Blier au Palais des Sports pour voir Marcel boxer !).
En 1961, le Palais des Sports est la première grande salle parisienne à « ouvrir ses portes » au rock 'n' roll en présentant trois festival international de rock : le premier, le vendredi 24 février, voit Johnny Hallyday s'y produire en vedette, et débuter Les Chaussettes Noires... Le groupe est « tête d'affiche » du second le 18 juin, avec notamment Richard Anthony et Les Chats Sauvages... Qui, le 18 novembre, sont encore à l'affiche de l'ultime festival. Ces représentations génèrent de nombreuses dégradations dans la salle et nombres d'incidents aux alentours avec les forces de l'ordre. c'est ainsi que, lors du dernier festival, Vince Taylor, la salle étant dévastée en quelques instants, n'a pu s'y produire.
Le Palais des Sports fut l'un des théâtres du massacre du 17 octobre 1961, lorsque 6 à 7 000 manifestants nord-africains y furent internés sur l'ordre de Maurice Papon.
En mars 1966, le pasteur américain Martin Luther King y donne une conférence sous la forme d'une discussion avec le biologiste Jacques Monod et le pasteur Martin Sargent devant 4 500 personnes, après une première partie où se produisent Harry Belafonte, Hugues Aufray et Yves Montand.
De 1967 à 1982, Johnny Hallyday fait du Palais des Sports sa salle de prédilection. Le mercredi 14 novembre 1967, il y donne un musicorama qui fait date. L'évènement est retransmis en direct sur les ondes de la station de radio Europe 1 et commenté par l'animateur Hubert Wayaffe. Fort de ce succès il y revient un an et demi plus tard et y présente du samedi 26 avril au dimanche 4 mai 1969 ce qui est considéré comme son premier grand spectacle et est désigné à l'époque par le magazine Rock & Folk comme le show de l'an 2000.
Il y chante encore du 24 septembre au 14 octobre 1971, où il est pour l'occasion accompagné tous les soirs par Michel Polnareff au piano. Il y revient à nouveau cinq ans plus tard en 1976 où du mardi 28 septembre au dimanche 31 octobre deux cent mille spectateurs en trente cinq représentations vont assister au show Hallyday story, établissant un nouveau record d'affluence.
En 1982,il y est à nouveau de retour avec le show «Fantasmhallyday » et reste à l'affiche du mardi 14 septembre au jeudi 11 novembre, attirant en cinquante quatre représentations deux cent cinquante mille spectateurs. Attiré toujours par de plus grands espaces Johnny Hallyday délaisse alors le Palais des Sports durant vingt quatre ans,avant d'y revenir du vendredi 2 juin au mardi 4 juillet 2006, pour vingt deux concerts dans le cadre de sa tournée Flashback Tour.
Le 29 janvier 1974, le combat Clay-Frazier est retransmis en direct depuis le Madison Square Garden de New York sur écran géant au palais en présence du Tout-Paris.
Depuis 1960, plus de 50 millions de spectateurs y ont applaudi de nombreux artistes de music hall tels que : Dalida, Eddy Mitchell, Julien Clerc, Alain Souchon, Sylvie Vartan, Michel Sardou, Véronique Sanson, Jean-Louis Aubert, Bernard Lavilliers, Jean Ferrat, Jacques Dutronc, Patrick Bruel, Mylène Farmer, Hubert-Félix Thiéfaine, Laurent Voulzy, Michel Jonasz, France Gall... Christophe Maé y débute dans Le Roi Soleil (comédie musicale aux 220 représentations au palais des sports et finissant au POPB). Yannick Noah se produit durant 15 représentations en 2014, Alain Souchon et Laurent Voulzy pendant 10 jours en 2015.
Les grands spectacles musicaux présentés plus de 100 représentations d'affilée, pendant deux saisons pour la plupart, comme Les Dix Commandements, Autant en emporte le vent, Spartacus était son nom, Le Roi Soleil, Mozart, l'opéra rock, Cléopâtre, la dernière reine d'Égypte, Dracula, l'amour plus fort que la mort, Adam et Ève : La Seconde Chance, 1789, les amants de la Bastille…
Les grandes fresques théâtrales de Robert Hossein furent jouées dans cette salle — le premier étant Potemkine, puis Notre-Dame de Paris, Jésus était son nom, Jules César, Je m'appelais Marie-Antoinette, Les Misérables (Robert Hossein et Claude-Michel Schönberg, Alain Boublil et Jean-Marc Natel)… Tous les spectacles de Robert Hossein étaient présentés au palais pour un minimum de 100 représentations par saison, plus de 600 000 spectateurs par spectacle. Robert Hossein a été le premier à sortir des théâtres pour offrir au plus grand nombre des œuvres à « grand spectacle » jamais vues nulle part ailleurs jusque-là. Un pari extraordinaire dans une salle prévue pour le sport. En ce temps-là, le Palais des Sports et bon nombre d'autres salles et théâtres géraient leur programmation en s'investissant dans la production des spectacles qu'ils présentaient. Pendant plus de quarante ans Robert Thominet (1920-2013), a su faire vivre le Palais des Sports et a produit ces grands spectacles uniques en France. Il gérait en son temps le Palais des Sports et le POPB, ce qui lui permit de produire bon nombre de grands événements, comme les opéras Aida ou Turandot au POPB. Sa collaboration avec Jérôme Savary permit de créer La Vie parisienne et Les Contes d'Hoffmann.
Le Palais des Sports a vu également naître les grandes créations de Maurice Béjart, telles que L'Oiseau de feu, Le Sacre du printemps, également produites par Robert Thominet qui fit venir bon nombre de compagnies exceptionnelles comme celles d'Antonio Gades, de Rafael Aguilar (en) et d'Alvin Ailey…
Nombreux sont les artistes internationaux à s'être produit sur la scène du Palais des Sports : Ray Charles, The Beatles, The Rolling Stones, Frank Zappa, Genesis, Stevie Wonder, Elton John, Diana Ross, Jimmy Cliff, The Troggs, Queen, Miles Davis, Deep Purple, Iggy Pop, Dire Straits, Van Halen, Eric Clapton, Pink Floyd, The Police, Werrason…
Les one-man-shows ne dédaignent pas non plus cette salle. En 2004, c'est Laurent Gerra qui, pour la première fois, ose commencer sa tournée par le palais pendant un mois. Aucun humoriste de l'avait tenté avant lui. Depuis, d'autres de ses confrères l'ont suivi pour s'installer au palais pendant de grandes périodes, entre un et deux mois, tels Franck Dubosc, Gad Elmaleh ou encore Florence Foresti, Les Chevaliers du fiel, Élie Semoun, Anthony Kavanagh, Sébastien Cauet, Éric Antoine…
Le 8 novembre 2013, une explosion accidentelle se produit pendant les répétitions du spectacle 1789, les amants de la Bastille entraînant le décès de Marcus Toledano, directeur technique de la production du spectacle.
En 2015, le Palais des Sports est rebaptisé « Le Dôme de Paris - Palais des Sports ».

## Chanteurs et groupes musicaux
Ordre alphabétique du nom
- 1995 (2013)
- Lounis Aït Menguellet (2010)
- Assi Al Hillani (2024)
- Alter Bridge (2022)
- Amir (2017)
- Ange (1975, 1977, 1981)
- Louis Armstrong (1965)
- Jean-Louis Aubert (2008)
- Isabelle Aubret (2011)
- Hugues Aufray (2008, 2025)
- Australian Pink Floyd (2013)
- Charles Aznavour (2015)
- Joan Baez (1990)
- Daniel Balavoine (1982/1984)
- Alain Barrière (2008)
- The Beach Boys (1980)
- The Beatles (1965)
- Harry Belafonte (1966)
- Bénabar (2015)
- Michel Berger (1983)
- Joe Bonamassa (2022)
- Boudchart (2024)
- Boyz II Men (2009)
- Angelo Branduardi (1980)

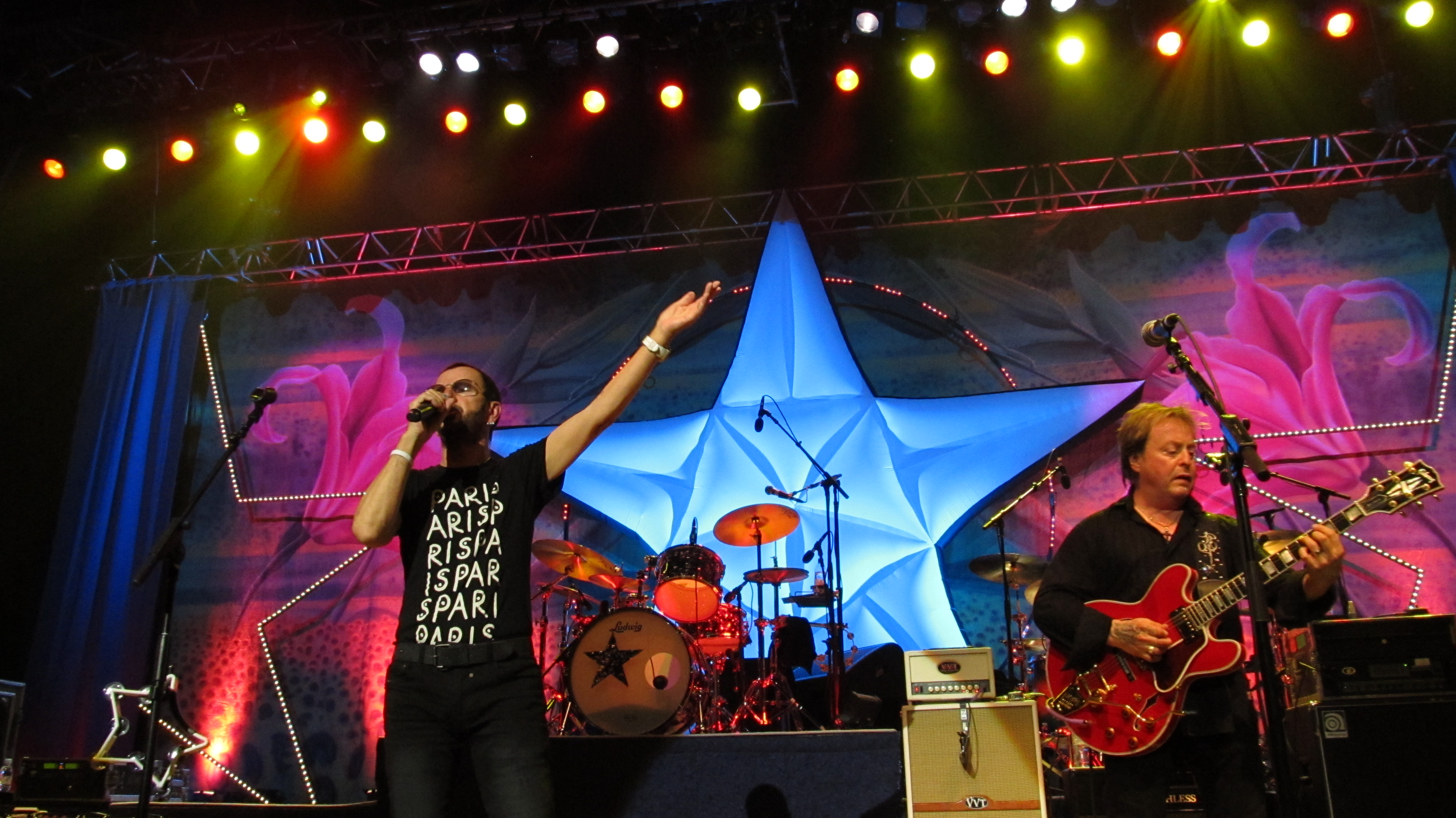
Ringo Starr avec son groupe All-Starr Band en juin 2011 au palais des Sports de Paris.

- Dany Brillant (1997, 1999, 2011, 2013)
- James Brown (1982)
- Patrick Bruel (1994, 2009, 2019, 2022)
- Francis Cabrel (2016)
- Calogero (2011)
- Jean-Patrick Capdevielle (1981)
- Tony Carreira (2014, 2026)
- Chœurs de France (2023)
- Charlélie Couture (1983)
- Ray Charles (1966/1983)
- Eric Clapton (1974)
- The Clash (1980)
- Julien Clerc (1977, 1997, 2009, 2012, 2015)
- Dalida (1980)
- Miles Davis (1973, 1988)
- Deep Purple (1975)
- Neil Diamond (1977)
- Dire Straits (1979, 1981)
- Ian Dury (1979)
- Jacques Dutronc (2010)
- Bob Dylan (2015)
- Elvis The Concert (2001)
- The Fab Four (en) The Ultimate Beatles Tribute (2007)
- Faces (1974)
- Mylène Farmer (1989)
- Jean Ferrat (1970/1972)
- Léo Ferré (1991)
- Bryan Ferry (2014)
- Liane Foly (1999)
- Foreigner (2011)
- Aretha Franklin (1977)
- Claude François (1963)
- Peter Gabriel (1983)
- France Gall (1982)
- Rory Gallagher (1976)
- Genesis (1975, 1977, 1978)
- Gipsy Kings (2014)
- Eyal Golan (2025)
- Gold (1989)
- Golden Gate Quartet (1969)
- Jean-Jacques Goldman (1988)
- Grateful Dead (1974)
- Jean-Baptiste Guégan (2026)
- Daniel Guichard (2010)
- David Hallyday (2025-2026)
- Johnny Hallyday (1961, 1967, 1969, 1971, 1976, 1982, 2006)
- Murray Head (1983)
- Pierre Henry (1972)
- Paco Ibáñez (1971)
- Sasson Ifram Shaulov (2025)
- Jethro Tull (1969)
- J. Geils Band (1980)
- Elton John (1982)
- Michel Jonasz (1985, 2025)
- Kendji Girac (2016)
- Les Cowboys fringants (2016)
- Jean-Luc Lahaye (1987)
- Catherine Lara (spectacle Au-delà des murs, 2009)
- Cyndi Lauper (1994)
- Bernard Lavilliers (1981, 1995, 2011)
- Marc Lavoine (2010, 2013)
- Maxime Le Forestier (1974)
- Little Mix (2019)
- London Grammar (2014)
- Lynyrd Skynyrd (2015)
- Enrico Macias (2025)
- Christophe Maé (2008, 2009, 2013, 2014)
- Jeanne Mas (1986)
- Liz McComb (2007)
- Megadeth (2014)
- Metronomy (2014)
- Frank Michael (2007)
- Eddy Mitchell (1977, 1982, 1984, 2004, 2007, 2011, 2016)
- Yannick Noah (2014)
- Claude Nougaro (1983)
- Off The Wall, en hommage aux Pink Floyd (2007)
- Mike Oldfield (1981)
- One Night of Queen - Gary Mullen (2007/2008)
- Florent Pagny (2014)
- Phoenix (2014)
- Pink Floyd (1974)
- Robert Plant and The Band of Joy (2010)
- The Police (1980)
- Iggy Pop (1980, 1996)
- Iggy Pop and The Stooges (2006/2007)
- The Pretty Things (1967)
- Queen (1982)
- Lou Reed (1975)
- The Rolling Stones (1970)
- Diana Ross (1982, 1989, 1994, 2007)
- Véronique Sanson (1978, 1981, 1996, 1998, 2015, 2019)
- Michel Sardou (2005, 2011)
- Hélène Ségara (2007)
- Sheila (2025)
- Shy'm (2019)
- Paul Simon (2008)
- Soft Machine (1967)
- Alain Souchon (2000, 2025)
- Alain Souchon et Laurent Voulzy (2015)
- Ringo Starr et All-Starr Band (2011)
- Status Quo (1975, 2014)
- Cat Stevens (1975)
- Rod Stewart (1983)
- Alan Stivell (1975)
- Styx (1980)
- Tal (2014)
- Talking Heads (1982)
- Vince Taylor (1961)
- Téléphone (1979)
- Míkis Theodorákis (1981)
- Hubert-Félix Thiéfaine (2015)
- Trio Rabbath[16] (1971)
- Van Halen (1980)
- Sylvie Vartan (1981/1982, 1991, 2024)
- Wally Seck (2019)
- Héritier Watanabe (2025)
- Werrason (1999)
- Johnny Winter (1974)
- Stevie Wonder (1981)
- Frank Zappa (1974)
- Zucchero (2008, 2013)

## Cirque
- Ben-Hur vivant, spectacle de cirque créé par les Grüss (1961)
- Cirque Archaos.
- Cirque de Corée.
- Cirque de Moscou, la première fois en 1960, puis régulièrement jusqu'en 1996.

## Comédie musicale
Par année
- 1973 : La Révolution française / 3 mois de représentations
- 1980 : Les Misérables / 3 mois de représentations
- 1997 : Starmania
- 1998 : West Side Story
- 1999 : Grease
- 2000-2001 : Les Dix Commandements / 2 saisons de 3 mois chacune
- 2003 : Autant en emporte le vent / 3 mois, soit 110 représentations
- 2004 : Spartacus Le gladiateur / 3 mois de représentations
- 2004 : Hair
- 2005-2006 : Le Roi Soleil / 2 saisons de 3 mois chacune
- 2009-2010 : Cléopâtre, la dernière reine d'Égypte / 2 saisons de 3 mois de représentation chacune
- 2009-2010-2011-2014 : Mozart, l'opéra rock / 2 saisons de 3 mois de représentations chacune
- 2011 : Dracula, l'amour plus fort que la mort / 3 mois de représentation
- 2012 : Adam et Ève : La Seconde Chance / 2 mois de représentation
- 2012-2013-2014 : 1789, les amants de la Bastille / 2 saisons de 3 mois chacune
- 2015 : Dirty Dancing / 2 mois de représentation
- 2015 : Résiste / 3 mois de représentation
- 2016 : Les Trois Mousquetaires / 3 mois de représentation
- 2016 : Flashdance / 4 séances
- 2017: La fièvre du samedi soir  (Saturday Night Fever) / 3 mois de représentation
- 2017 : Jésus de Nazareth à Jérusalem / 3 mois de représentation
- 2017: Soy de Cuba / 4 séances

- 2019 : Siddhartha L'opéra rock / 42 représentations
- 2023 Bernadette de Lourdes
- 2024 bernadette de Lourdes
- 2024-2025 Dirty Dancing
- 2023-2025 : Molière, l'opéra urbain
- 2025 : Pub Royal

## Danse
Par année
- 1961 : Rudolf Noureev - Ballet du Kirov - La Belle au bois dormant
- 1970 : Maurice Béjart - Opéra de Paris - L'Oiseau de feu
- 1972 : Maurice Béjart - Nijinsky, clown de dieu[17]
- 1972 : Ballet du Bolchoï
- 1973 : Roland Petit - Pink Floyd/Maïa Plissetskaïa - Ballet national de Marseille
- 1975 : Ballet de l'Opéra national de Paris
- 1975 : Alvin Ailey
- 1975 : Ballets Sibériens de Krasnoiarsk
- 1976 : Rudolf Noureev - London Festival Ballet - La Belle au bois dormant
- 1977 : Festival Noureev - Scottish Ballet
- 1978 : Rudolf Noureev - London Festival Ballet - Roméo et Juliette
- 1979 : Création de "Manfred" de Noureev par le Ballet de l'Opéra de Paris
- 1979 : Maurice Béjart - Ballet du XXe siècle - Boléro, Le Sacre du printemps, Gaité parisienne
- 1980 : Ballet Mazowsze
- 1982 : Ballet Mazowsze
- 1986 : Reprise du Songe d'une nuit d'été de John Neumeier par le Ballet de l'Opéra de Paris
- 1987 : Roland Petit - Ballet national de Marseille - L'Ange Bleu, Pavlova
- 1988 : Patrick Dupond - Ballet national de Nancy
- 1988 : Alvin Ailey
- 1989 : Ballet national d'Espagne
- 1989 : Ballet national de Nancy
- 1990 : Ballets Roumains
- 1992 : Entrez dans la danse
- 1992 : Rafael Aguilar - Carmen
- 1993 : Ballet Moisseiev
- 1995 : Rafael Aguilar
- 1996 : Maurice Béjart - Tokyo Ballet - Boléro
- 1998 : Antonio Gades - Carmen - Fuenteovejuna
- 1998 : Danse pour la Vie
- 1998 : Ballet Impérial de Russie
- 1999 : Maurice Béjart - Béjart Ballet Lausanne - Mutationx - Le Presbytère
- 2003 : Ballet de Corée - Roméo et Juliette/Shim Shung
- 2003 : Alvin Ailey
- 2005 : Maurice Béjart - Béjart Ballet Lausanne
- 2006 : Maurice Béjart - Béjart Ballet Lausanne - Best Of/Zarathoustra
- 2007 : Maurice Béjart - Béjart Ballet Lausanne - Best Of/Amor 4x20
- 2007 : Marie-Claude Pietragalla - Conditions humaines
- 2008 : Maurice Béjart - Béjart Ballet Lausanne - Soirée Igor Stravinsky
- 2008 : Maurice Béjart - Béjart Ballet Lausanne - Tour du monde en 80 minutes
- 2009 : Maurice Béjart - Béjart Ballet Lausanne - Tour du monde en 80 minutes
- 2009 : Maurice Béjart - Béjart Ballet Lausanne - Le Concours
- 2014 : Les Ballets de Shanghai - La Fille aux cheveux blancs et Sign of Love
- 2015 : Le Lac des cygnes
- 2015 : Casse-noisette
- 2017 : Le Lac des cygnes
- 2017 : Hip hop international
- 2025 : Lac des cygnes
- 2026 : RB Compagny THE RISE

## Grand spectacle
Par année
- 1960 à 1999 : représentations régulières d'Holiday on Ice
- Holyday on Ice du 28 février au 5 mars 2019
- Automne 1981:
- Werrason de Kinshasa avec 27 000 spectateurs
- Carmen de Georges Bizet, mise en scène Marcel Maréchal
- 1998-2005-2008 : Lord of the Dance
- 2008 : La Belle au bois dormant sur glace - Imperial Ice Stars
- 2008 : Blue Man Group
- 2009 : Au-delà des murs de et avec Catherine Lara
- 2010 : La Fabuleuse Histoire de Bollywood
- 2010 : Russie éternelle
- 2014 : Dani Lary (illusionniste)
- 2015 : Chœurs de l'Armée rouge
- 2015 : The Rabeats
- 2016 : Irish Celtic
- Rock legends, hommage aux Beatles, Queen, Led Zep (année inconnue)
- 2001/ 2015/ 2017 Gospel pour 100 voix
- 2017 : The Hole (cabaret burlesque)
- 2015 : Elvis expérience
- 2014: Mozart le symphonique
- Le Lac des cygnes / Opéra de Moscou du 13 au 17 février 2019
- Erlrich Brothers le 9 mars 2019
- Kids United Nouvelle Génération, du 23 au 24 mars 2019 / 25 mai 2019
- Shy'm, le 22 juin 2019
- RTL 10 ans des grosses tete 2025
- Roch Symphony 2025
- Dependanse 2025
- So floyd 2025
- Rock legend 2025
- 500 voix chantent queen 2024
- 500 voix chantent la chanson francaise 2025
- World of queen 2025

## Spectacle comique
Par ordre alphabétique du nom
- Éric Antoine (mai 2015)
- Les Bodin's (2016)
- Nawell Madani (2016)
- Sébastien Cauet (2015)
- Chevaliers du fiel (2013, et un mois en 2016)
- Chevallier et Laspalès (2016)
- Jamel Debbouze (2011, plus de 15 séances)
- Franck Dubosc (2006/2008/2014, entre un et deux mois de représentations/2015)
- Gad Elmaleh (2008/2010/2014, un à deux mois à chaque passage)
- Jeremy Ferrari (2014)
- Florence Foresti (2008/2011/2015, deux mois à chaque fois sur la scène du palais)
- Laurent Gerra (2004/2006/2011/2012/2014, plus d'un mois à chacun de ses passages)
- Anthony Kavanagh (2008/2014)
- Jeff Panacloc (2016)
- Muriel Robin (2014)
- Élie Semoun (2009)
- Les Éternels du Rire (2014)
- Franck Dubosc du 27 mars au 14 avril 2019
- Malik Bentalha du 14 au 16 mars 2019 / du 20 au 22 février 2020
- Gad Elmaleh du 31 mai au 3 juin 2022
- Booder (2024)
- Fary (2022)
- Alban Ivanov (2022)
- Chantal Ladesou (2020)
- Kev Adams (2023)
- D'jal (2023)
- Redouane Bougheraba (2023)
- Ahmed Sylla (2025)
- Gad Elmaleh (2025)
- 2025 : Jamel Comedy Club
- 2025 : Élodie Poux
- 2025 : Jarry
- 2025 : Montreux Comedy Festival
- 2025 : Les Chevaliers du Fiel
- 2025 : Amine Radi
- 2025 : Nino Arial
- 2025 : Nordine Ganso
- 2025 : Dany Boon
- 2025 : Paul Mirabel
- 2025 : Manu Payet
- Viktor Vincent
- Diane Segard

## Théâtre — Spectacles deRobert Hossein
Par année
- 1960 : Le Bourgeois gentilhomme / Comédie française avec Louis Seigner
- 1960 : Ubu roi / Comédie française
- 1975 : Potemkine
- 1978 : Notre-Dame de Paris
- 1983 : Un homme nommé Jésus
- 1985 : Jules César
- 1987 : L'Affaire du courrier de Lyon
- 1989-1990 : Dans la nuit la liberté
- 1991 : Jésus était son nom
- 1993 : Je m'appelais Marie-Antoinette
- 1995 : Angélique, marquise des anges
- 2002 : C'était Bonaparte
- 2007 : Jean-Paul II
- 2015 : Les Bodin's, grandeur nature

## Sport
Par discipline
- Boxe de 1960 à 2005
- Catch American Westlingextreme Rampage Tour (2008)
- Harlem Globetrotters (1967, 1977, 1978, 1979, 1980, 1981)
- Master d'escrime (1987)
- Nuit des Arts martiaux (1975)
- Roller catch (1960)
- 2016 : boxe/ Canal +
- Round IV, VI, VII : Tony Yoka
- 9 février 2019 : Souleymane Cissokho
- 2022 : Ares Figrying Championship (3 février, 10 mars, 16 avril, 8 décembre)
- 2023 : GLORY

## Dessertes
Ce site est desservi par la station de métro Porte de Versailles et par les lignes de tramway T2 et T3a.